# Лелешти (Горж)
Лелешти (рум. Leleşti) насеље је у Румунији у округу Горж у општини Лелешти. Oпштина се налази на надморској висини од 298 m.

## Становништво
Према подацима из 2002. године у насељу је живело 1980 становника, од којих су сви румунске националности.

### Хронологија
| Година       | 1992 | 1993 | 1994 | 1995 | 1996 | 1997 | 1998 | 1999 | 2000 | 2001 | 2002 | 2003 | 2004 | 2005 | 2006 | 2007 | 2008 | 2009 | 2010 | 2011 | 2012 | 2013 | 2014 | 2015 | 2016 | 2017 |
| ------------ | ---- | ---- | ---- | ---- | ---- | ---- | ---- | ---- | ---- | ---- | ---- | ---- | ---- | ---- | ---- | ---- | ---- | ---- | ---- | ---- | ---- | ---- | ---- | ---- | ---- | ---- |
| Становништво | 1903 | 1882 | 1856 | 1839 | 1833 | 1790 | 1793 | 1787 | 1782 | 1753 | 1753 | 1738 | 1739 | 1726 | 1701 | 1701 | 1717 | 1712 | 1721 | 1726 | 1753 | 1744 | 1728 | 1734 | 1733 | 1720 |